# Asura likiangensis
Asura likiangensis là một loài bướm đêm thuộc phân họ Arctiinae, họ Erebidae.